# Falmer Stadium
Il Falmer Stadium o Brighton Community Stadium è un impianto sportivo polivalente di Brighton, città del Regno Unito nella contea inglese dell'East Sussex.
Costruito tra il 2008 e il 2011, è di proprietà della società calcistica Brighton & Hove Albion F.C., che ha concesso alla società finanziaria statunitense American Express, suo sponsor, i diritti di rinomina dello stadio, che è chiamato quindi anche American Express Community Stadium o AMEX Arena.
Capace di 30750 posti a sedere, è uno degli stadi più nuovi del Regno Unito e, oltre a essere l'impianto degli incontri interni del Brighton & Hove, fu anche scelto per ospitare alcune gare della Coppa del Mondo di rugby 2015 tenutasi in Inghilterra: in tale occasione fu teatro della vittoria più contro pronostico della storia del rugby per squadre del primo livello, quando il Giappone sconfisse inaspettatamente il Sudafrica nella gara d'apertura del proprio girone.

## Storia
Il Brighton & Hove Albion era senza un terreno di gioco dal 1997, anno in cui la proprietà dell'epoca vendette Goldstone Ground, storico stadio del club, sulla cui area, dopo la demolizione, sorse un parco commerciale.
Durante il biennio successivo alla vendita dello stadio la squadra emigrò al Priestfield di Gillingham, nella confinante contea del Kent, a 120 km da Brighton, per poi tornare a giocare in città al Withdean.
Già dall'inizio degli anni duemila il club aveva intenzione di costruire un nuovo impianto di proprietà, la cui genesi fu tuttavia costellata da numerose interruzioni, sotto forma di ricorsi sia da parte delle organizzazioni ambientaliste, che lamentavano il fatto che l'area prescelta, nella località di Falmer, fosse ai margini di un'area naturale tutelata, sia da parte del consiglio distrettuale di Lewes, sotto la cui giurisdizione Falmer parzialmente afferisce; l'impianto, la cui capienza prevista in origine era di 22 000 posti, nelle intenzioni della dirigenza del Brighton & Hove avrebbe dovuto garantire incassi extra anche come stadio di casa della Nazionale australiana di calcio, molti dei cui giocatori militavano in Europa, e che pertanto avrebbe potuto utilizzare Brighton come stadio interno per gli incontri internazionali senza costringere i propri giocatori a trasferte transoceaniche, anche se in seguito tale proposito non fu più realizzato.
Cadute tutte le opposizioni al progetto, i lavori iniziarono a dicembre 2008 con una cerimonia di posa della prima pietra cui prese parte anche il dj Fatboy Slim, sostenitore del Brighton & Hove.

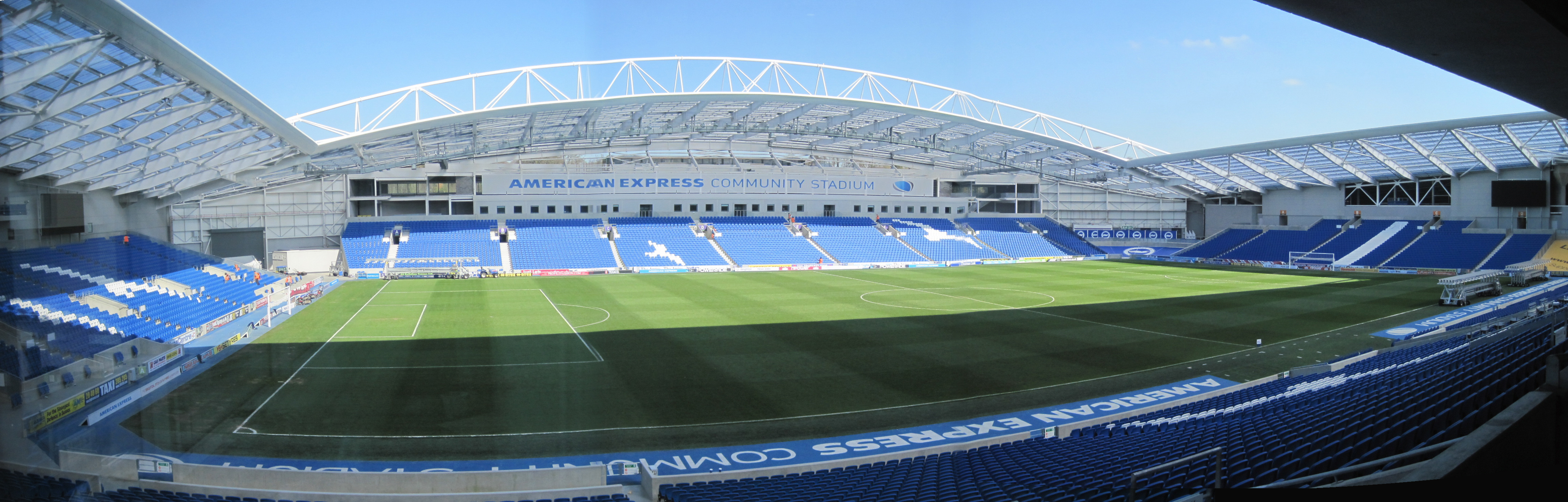
Veduta panoramica interna dello stadio

Incaricata dei lavori fu l'impresa Buckingham Group di Stowe (Buckinghamshire), già realizzatrice dello stadiummk di Milton Keynes, mentre il progetto architettonico fu curato dallo studio londinese KSS Design Group, specializzato in impianti sportivi.
Lo stadio, di pianta ovale e coperto in ogni suo settore, fu ufficialmente consegnato al club il 31 maggio 2011; la capacità totale fu di 22 500 posti, 11 833 dei quali nella tribuna principale sul lato occidentale della struttura, 5 404 sulla tribuna opposta, 2 688 nella gradinata nord e 2 575 in quella sud, destinata ai tifosi della squadra ospitata.
Il costo dell'appalto fu di 75 milioni di sterline (~96 milioni di euro), e la tribuna orientale fu predisposta per una sopraelevazione idonea a elevare la capacità dello stadio fino a 30 000 spettatori.
Già dall'anno precedente all'apertura era noto che lo sponsor che avrebbe legato il suo nome allo stadio era la società finanziaria statunitense American Express; l'inaugurazione avvenne il 29 luglio 2011 con un incontro tra il Brighton & Hove e la squadra londinese del Tottenham; pochi giorni prima il nuovo stadio aveva ospitato anche la cerimonia nuziale di due abbonati regolari della squadra, che avevano atteso il completamento dell'impianto per celebrarvi il matrimonio.
Il primo incontro di campionato, che vedeva la squadra neopromossa in Championship, la seconda divisione nazionale, fu contro il Doncaster e fu una vittoria per 2-1; il 21 settembre successivo, nel terzo turno di Coppa di Lega, giunse sia la prima sconfitta nel nuovo stadio (a opera del Liverpool, con goal di Bellamy e Kuijt per i Reds e di Barnes per Brighton) che il primo record di presenze sugli spalti (21 987 spettatori).
In aggiunta a ciò, il citato Fatboy Slim fu il primo artista a esibirsi in concerto al Falmer Stadium.
Nel 2012 il Falmer fu premiato dall'organizzazione Stadium Business Awards come miglior nuovo impianto dell'anno precedente e ricevette il placet dal consiglio comunale cittadino per l'espansione della tribuna orientale.
Il piano di ampliamento, del costo totale di 55 milioni di sterline e presentato a ottobre 2013, prevedeva anche la costruzione di un albergo da 120 stanze; i lavori riguardanti lo stadio furono portati a termine durante la stagione 2013-14 e permisero l'aumento della capacità totale a 30 750 spettatori.
Già nel 2012 il Falmer Stadium era stato preso in esame come possibile impianto idoneo a ospitare alcuni incontri della Coppa del Mondo di rugby 2015 organizzata dall'Inghilterra; la decisione di utilizzare tale stadio fu resa ufficiale qualche mese più tardi insieme al calendario del torneo, che assegnò a Brighton due incontri della fase a gironi, tra Sudafrica e Giappone nonché tra Samoa e Stati Uniti.
Proprio l'incontro tra asiatici e Springbok è considerato uno dei più clamorosi sconvolgimenti di pronostico nella storia del rugby a 15: gli sfavoritissimi giapponesi, mai vittoriosi nel torneo dal 1991, opposti ai due volte campioni del mondo sudafricani, emersero vincitori per 34-32 con una meta all'ultimo minuto non solo salendo prepotentemente alla ribalta internazionale, ma anche ponendo una seria candidatura al passaggio del turno, poi sfumato all'ultima giornata.

## Incontri internazionali di rilievo

### Rugby a 15
| Arbitro: | Jérôme Garcès |

|                                                     |      |                                       |
| Louw 17’ B. du Plessis 32’ de Jager 43’ Strauss 61’ | mt   | 29’ Leitch 68’ Gorōmaru 80+3’ Hesketh |
| Lambie 17’, 43’ Pollard 61’                         | tr   | 29’, 68’ Gorōmaru                     |
| Lambie 56’ Pollard 72’                              | c.p. | 7’, 42’, 48’, 52’, 59’ Gorōmaru       |